# جيمس ويلسون (سياسي أمريكي، مواليد 1779)
جيمس ويلسون (بالإنجليزية: James Wilson)‏ هو سياسي أمريكي، ولد في 28 أبريل 1779 في فيرفيلد في الولايات المتحدة، وتوفي في 19 يوليو 1868. نشط حزبياً في الحزب الديمقراطي. وقد انتخب عضو مجلس النواب الأمريكي.